# Imbosbeek
De Imbosbeek is een beekje dat op het Veluwemassief ontspringt. Hij begint in het noorden van het Nationaal Park de Veluwezoom en loopt na ongeveer honderd meter van de bron dood. De Imbosbeek heeft vroeger in verbinding gestaan met de Coldenhovense Beek, die op zijn beurt weer in verbinding staat met de Eerbeekse Beek. Het enige dat tegenwoordig nog over is van deze verbinding is het dalletje dat de Imbosbeek vroeger heeft doorstroomd.